# Terrugem (Sintra)
Terrugem é uma vila portuguesa, que foi sede da extinta Freguesia de Terrugem do Município de Sintra, freguesia que tinha 23,31 km² de área e 5 113 habitantes (2011), e, por isso, uma densidade populacional de 219,3 hab/km².  
Em 2013, no âmbito da reforma administrativa, esta freguesia foi anexada à Freguesia de São João das Lampas, criando-se a União de Freguesias de São João das Lampas e Terrugem.
A povoação de Terrugem foi elevada à categoria de vila em 6 de Abril de 2011.
Tem por orago São João Degolado. É uma localidade com características rurais e as principais actividades económicas são a marcenaria e a indústria do mármore. É composta pelas localidades de Terrugem, Alcolombal, A-do-Pipo, Alpolentim, Godigana, Carne Assada, Funchal, Cabrela, Casais de Cabrela, Silva, Faião, Almorquim, Vila Verde, Lameiras, Armés, Fervença, Casal Sequeiro, Bombacias e Murganhal.

## População
| População da freguesia de Terrugem | População da freguesia de Terrugem | População da freguesia de Terrugem | População da freguesia de Terrugem | População da freguesia de Terrugem | População da freguesia de Terrugem | População da freguesia de Terrugem | População da freguesia de Terrugem | População da freguesia de Terrugem | População da freguesia de Terrugem | População da freguesia de Terrugem | População da freguesia de Terrugem | População da freguesia de Terrugem | População da freguesia de Terrugem | População da freguesia de Terrugem |
| ---------------------------------- | ---------------------------------- | ---------------------------------- | ---------------------------------- | ---------------------------------- | ---------------------------------- | ---------------------------------- | ---------------------------------- | ---------------------------------- | ---------------------------------- | ---------------------------------- | ---------------------------------- | ---------------------------------- | ---------------------------------- | ---------------------------------- |
| 1864                               | 1878                               | 1890                               | 1900                               | 1911                               | 1920                               | 1930                               | 1940                               | 1950                               | 1960                               | 1970                               | 1981                               | 1991                               | 2001                               | 2011                               |
| 1 292                              | 1 565                              | 1 571                              | 1 618                              | 1 702                              | 1 713                              | 1 753                              | 1 939                              | 2 201                              | 2 694                              | 3 029                              | 4 074                              | 4 361                              | 4 617                              | 5 113                              |

## Património
- Fonte de Armés ou Fonte dos Mouros
- Fonte de Cabrela ou Fonte Velha
- Igreja de Terrugem ou Igreja de São João Degolado
- Capela de São Sebastião